# ГЕС Ганді-Сагар
ГЕС Ганді-Сагар – гідроелектростанція на заході Індії у штаті Мадх’я-Прадеш. Знаходячись перед ГЕС Рана-Пратап-Сагар, становить верхній ступінь в каскаді на річці Чамбал, яка дренує північний схил гір Віндх’я і плато Малава та на Індо-Ганзькій рівнині впадає праворуч у Джамну, котра в свою чергу є правим (та найбільшим) притоком Гангу. 
В межах проекту річку перекрили мурованою греблею висотою 64 метра та довжиною 514 метрів. Вона утримує водосховище з об’ємом 7,32 млрд м3 (корисний об’єм 6,8 млрд м3), в якому припустиме коливання рівня поверхні в операційному режимі між позначками 381 та 400 метр НРМ.
Пригреблевий машинний зал обладнали п’ятьма турбінами типу Френсіс потужністю по 23 МВт, які працюють при напорі від 36 до 55 метрів та забезпечують виробництво 249 млн кВт-год електроенергії на рік.